# Mazda2
De Mazda2 is een automodel van Mazda dat sinds 2003 in productie is. Het is de opvolger van de Mazda Demio of Mazda 121; in Japan wordt dit type verkocht onder de naam Demio.
In 2007 werd de tweede generatie van de Mazda2 op de markt gebracht. De Mazda2 werd verkozen als nummer 2 van de Europees auto van het jaar 2008.
In 2014 heeft Mazda de Mazda2 gefacelift. Mazda zet met deze facelift de designlijn voort die het reeds op haar modellen Mazda 3, Mazda 6 en Mazda CX5 hanteert. Het design van Mazda is gebaseerd op de KODO-design filosofie. KODO betekent letterlijk 'Soul of Motion'. Het brengt de auto's tot leven door middel van design. Het ontwerpen van auto's wordt door de ontwerpers als een kunstvorm gezien en benaderd.
Mazda heeft de 2 net als haar andere nieuwe modellen van motoren gebaseerd op haar eigen Skyactiv technologie. Het merk vaart daarmee een andere koers dan de concurrentie. In plaats van het downsizen van motoren en deze voorzien van een turbo, verhoogt Mazda de compressieverhouding. Op die manier tracht het merk te voldoen qua emissie- en verbruiksnormen.

## Uitvoeringen
De Mazda2 wordt geproduceerd in diverse uitvoeringen S, TS en TS+, GT-M, Sport Selected.

## Motoren
| Benzinemotoren | Benzinemotoren | Benzinemotoren | Benzinemotoren | Benzinemotoren | Benzinemotoren         | Benzinemotoren | Benzinemotoren                 | Benzinemotoren |
| Model          | Cilinderinhoud | Vermogen       | Koppel         | Topsnelheid    | Acceleratie 0-100 km/h | Uitstoot       | Versnellingsbak                | Jaar           |
| -------------- | -------------- | -------------- | -------------- | -------------- | ---------------------- | -------------- | ------------------------------ | -------------- |
| Skyactiv-G 75  | 1496cm³        | 55kW/75pk      | 135Nm          | 188 km/u       | 11,3s                  | 111 g/km       | 5-versnellingen handgeschakeld | 2003-heden     |
| Skyactiv-G 90  | 1496cm³        | 66kW/90pk      | 148Nm          | 188 km/u       | 9,7s                   | 111 g/km       | 5-versnellingen handgeschakeld | 2003-heden     |
| Skyactiv-G 90  | 1496cm³        | 66kW/90pk      | 148Nm          | 188 km/u       | 12,0 s                 | 118 g/km       | 6-traps automaat               | 2003-heden     |
| Skyactiv-G 115 | 1496cm³        | 85kW/115pk     | 149Nm          | 208 km/u       | 9,0 s                  | 124 g/km       | 6-versnellingen handgeschakeld | 2003-heden     |

## Mazda Hazumi concept
Hazumi is Japans voor 'gebonden' of 'opspringen'. De Hazumi maakt gebruik van KODO design om het karakter na te bootsen van een klein, maar levendig dier dat barst van de energie. De Hazumi was de inspiratiebron voor de huidige Mazda2. De karaktervolle Hazumi zag tijdens de Geneva Motor Show voor het eerst het licht en laat overtuigend zien dat een kleine auto groot kan zijn waar het ertoe doet. De auto is voorzien is van Skyactiv Technology, een schone en krachtige motor van 1,5 liter, het MZD Connect-infotainmentsysteem, het nieuwste systeem ter voorkoming van aanrijdingen en nog meer veiligheidsfuncties. Onze eerste kleine auto die de taal van KODO design uitdraagt, is ontworpen om eruit te zien alsof hij barst van de energie. Het energieke karakter en de uitstraling van de Hazumi laten 'm opvallen op straat, perfect voor in de stad.
Concept-modellen:
Furai
Huidige modellen in Nederland:
2 ·
3 ·
6 ·
CX-3 ·
CX-30 ·
MX-30 ·
CX-5 ·
MX-5 ·
Huidige modellen internationaal:
BT-50 ·
Carol ·
CX-4 ·
CX-9 ·
E-Series ·
Scrum ·
Spiano ·
Titan ·
1960-1969
1000/1300 ·
1500 ·
B-Series ·
Carol ·
Cosmo ·
E360 ·
E-Series ·
R130 ·
R360
1970-1979
323 ·
626 ·
929 ·
Roadpacer ·
RX-2 ·
RX-3 ·
RX-4 ·
RX-5 ·
RX-7
1980-1989
121 ·
MPV ·
MX-6 ·
1990-1999
AZ-Offroad ·
AZ-Wagon ·
Demio ·
Laputa ·
MX-3 ·
Navajo ·
Premacy ·
Xedos 6 ·
Xedos 9
2000-2009
5 ·
Biante ·
CX-7 ·
RX-8 ·
Spiano ·
Tribute ·
Verisa ·